# Evangelischer Friedhof Fredersdorf-Süd

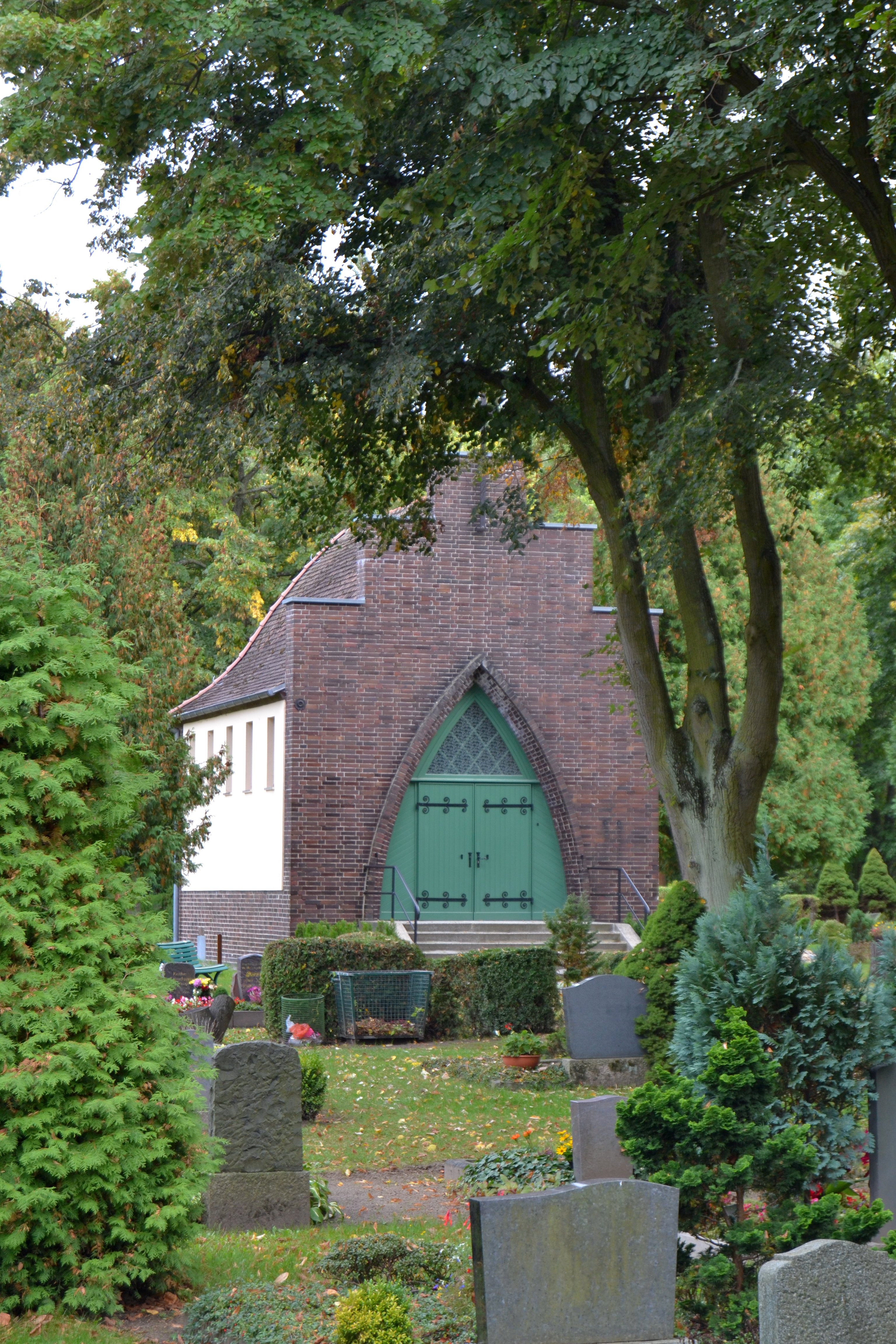
Die unter Denkmalschutz stehende Grabkapelle.

Der Evangelische Friedhof Fredersdorf-Süd ist neben dem Friedhof Fredersdorf-Nord und dem Friedhof Vogelsdorf einer von drei Friedhöfen der Gemeinde Fredersdorf-Vogelsdorf, Landkreis Märkisch-Oderland, Brandenburg, und als Einziger der drei in konfessioneller Trägerschaft.
Der Evangelische Friedhof Fredersdorf-Süd an der Schöneicher Allee in Fredersdorf-Süd wurde um das Jahr 1825 eröffnet. Er erfuhr vier Erweiterungen, die jeweils von Streitigkeiten begleitet waren. Hauptstreitpunkt war jeweils, ob das neu hinzugekommene Land Eigentum der Gemeinde oder der Kirche war. Zum Teil dauern diese Streitigkeiten bis heute an. Mittlerweile würde die Kirchengemeinde den defizitären Friedhof der Gemeinde überlassen. Betrieben wird er vorrangig durch Saisonkräfte.

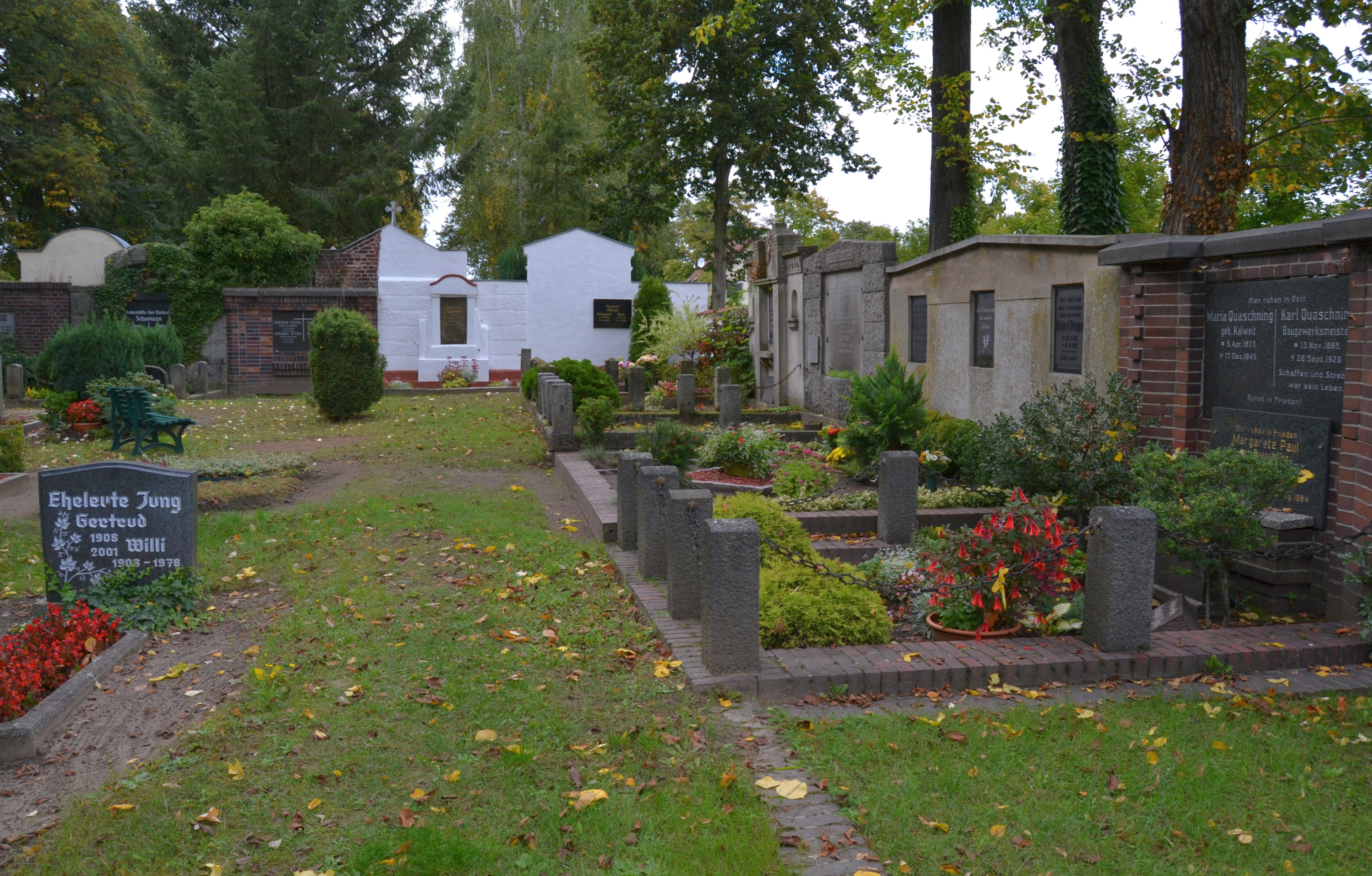
Blick auf die Erbbegräbnisse an der Nordost- und der Nordwest-Wand

Augenfällig sind beim Friedhof die Erbbegräbnisse ortsansässiger Familien, etwa der Schützes, Hörnickes und Looses. Diese Gräber, die die hohen Außenmauern miteinbeziehen, finden sich bis heute im Nordosten an der Schöneicher Alle sowie im Nordwesten. Die Grabmale zeugen von einstigem Wohlstand. August Kalb schmückte sein Grab mit italienischem Marmor. Das Erbbegräbnis Bothe nimmt einen eigenen kleinen abgeteilten Bereich ein. Künstlerisch herausragend ist das Erbbegräbnis der Familien Schmidt und Sebastian. Der große Grabstein ähnelt dem Eingang zur Friedhofskapelle, in seiner Mitte steht eine Nachbildung des Segnenden Christus von Bertel Thorvaldsen.

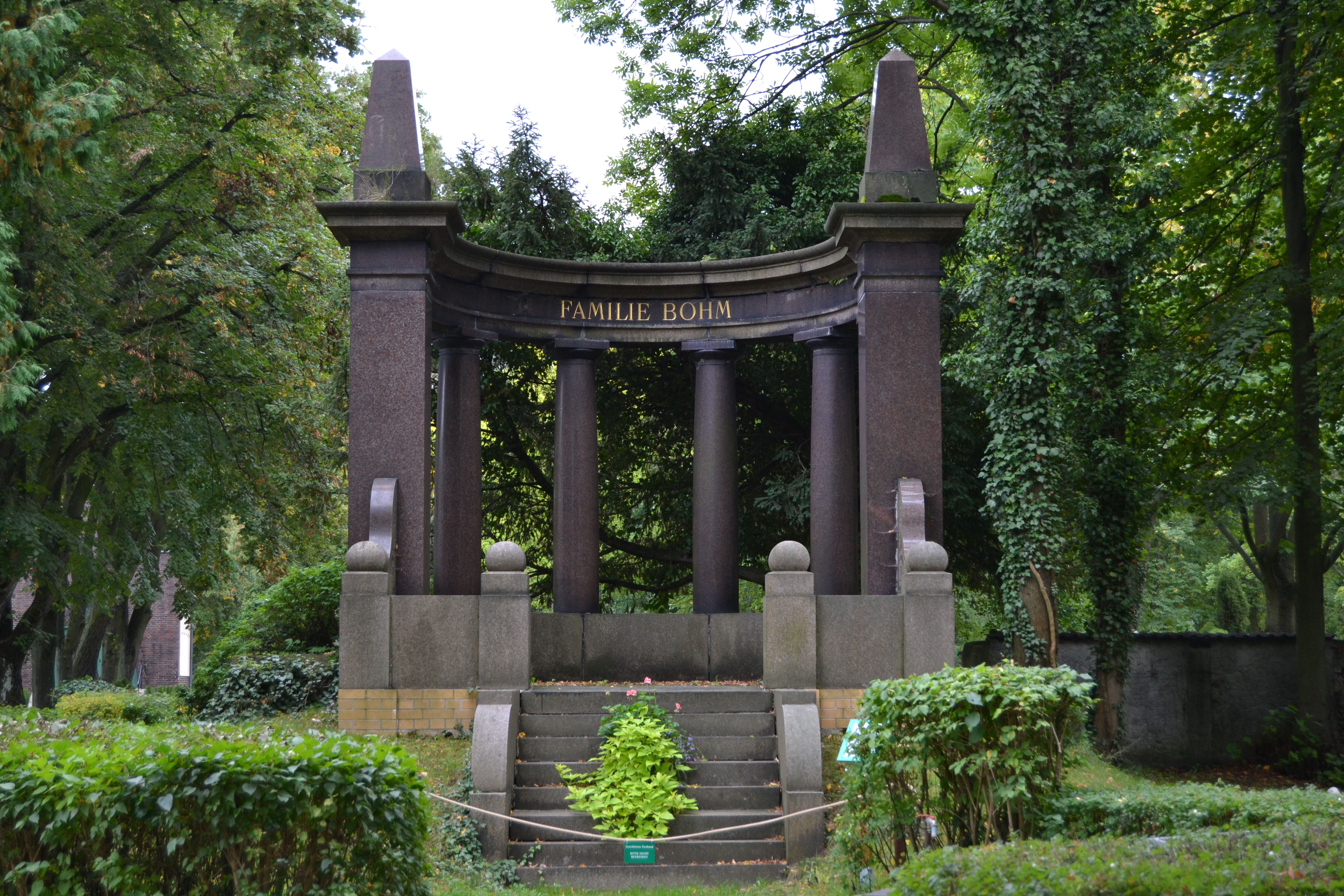
Grabmal der Familie Bohm

Eine überregional bedeutendere Rolle spielte der Unternehmer Carl Gottlob Bohm, der mit von ihm entwickelten neuartigen Techniken an der Erstellung der Berliner Siegessäule beteiligt war. Seit Anfang 2010 steht das Erbbegräbnis der Familie Bohm unter Denkmalschutz, ebenso die zu Beginn der 2010er Jahre sanierte Friedhofskapelle mit Lebensbaumhecke und Lindenallee. Das Baudatum der Kapelle ist nicht mehr genau bekannt, vermutlich in den ersten 20 Jahren des 20. Jahrhunderts. Zu beiden Ensembles gehört die kleine Allee aus Lindenbäumen, die in der ursprünglichen Anlage aber nicht durchgängig vom Eingang bis zur Kapelle führte, sondern auf etwa halbem Wege abbrach. Bis die Familie Bohm ihr Grabmal dazwischen setzte, womit die Allee vom Eingang kommend heute zum Bohm’schen Grabmal führt, führte der direkte Weg jedoch vom Eingang zur Kapelle. Dieser Eingriff führte zu einer längeren Auseinandersetzung mit dem Gutsbesitzer Verdries, die durch einen Vergleich beigelegt wurde.

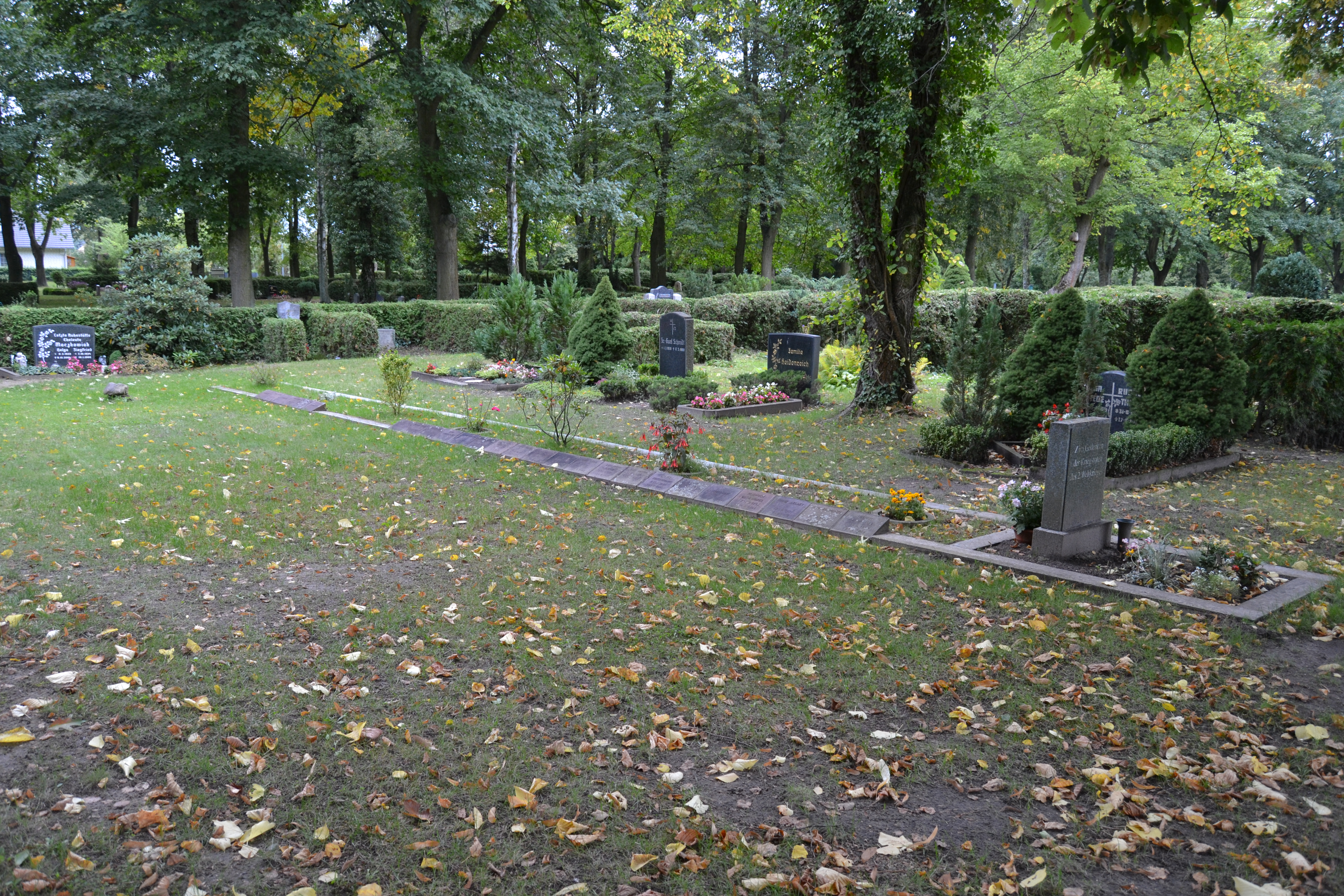
Denkmal für die Gefallenen des Zweiten Weltkrieges

Wie bei vielen Friedhöfen zwischen Berlins Osten und der Oder findet sich auch hier ein Bereich mit Gräbern getöteter Soldaten des Zweiten Weltkriegs. Neben zwei Gedenksteinen im hinteren Bereich des Friedhofes wurden zudem 31 Keramikplatten verlegt, wenn feststellbar, mit den Namen der Toten. Der Zweite Weltkrieg ist auch an zwei weiteren Stellen des Friedhofes präsent. Im älteren, vorderen Teil des Friedhofs findet sich ein Gedenkstein mit den Namen von fünf Männern, die am 20. und 21. April 1945 im Ort umkamen. In einem Einzelgrab liegen die Überreste eines Deserteurs, der am 2. Mai 1945 erschossen wurde. Seine Mutter ließ die Gebeine ihres Sohnes von Adorf nach Fredersdorf überführen.

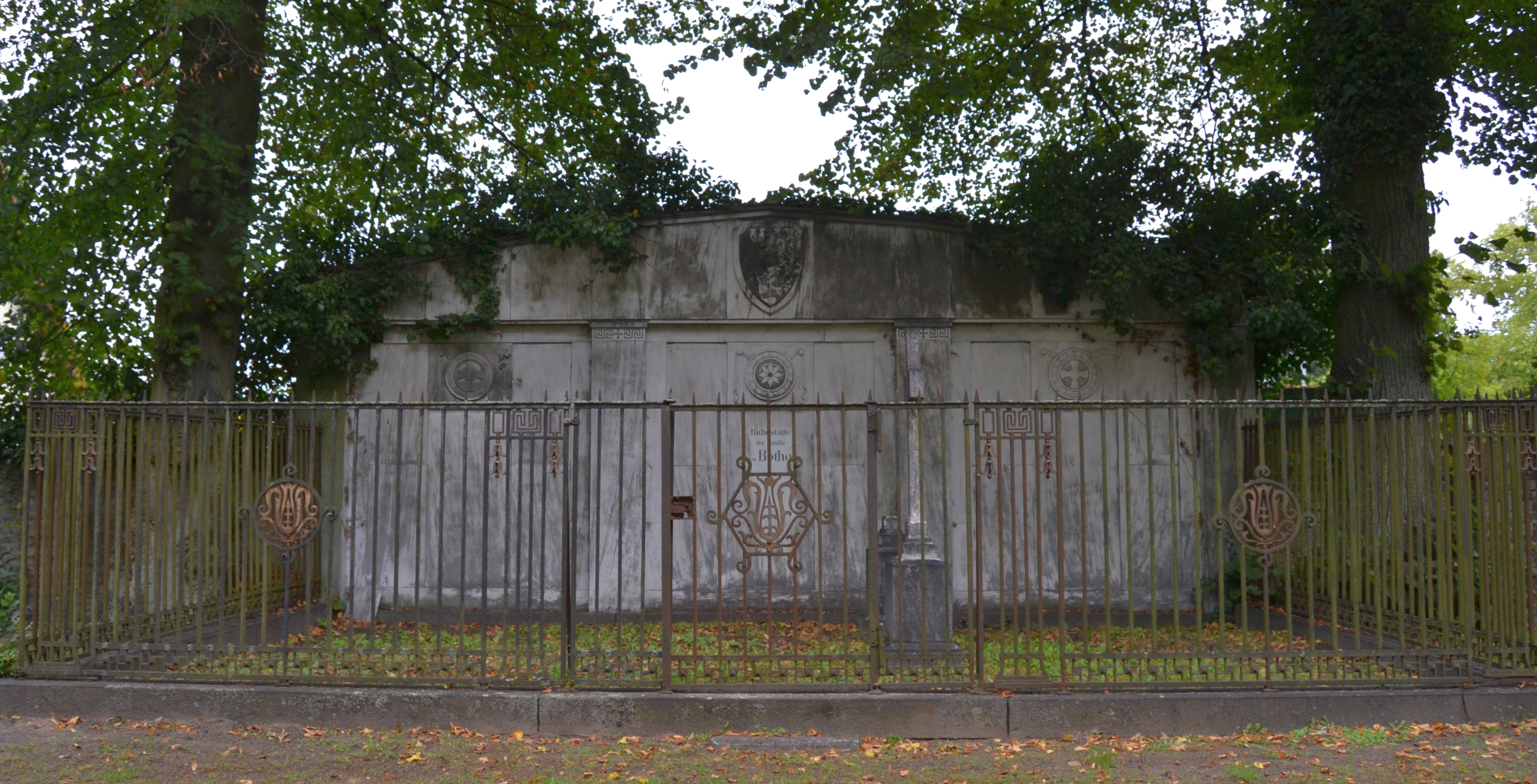
Erbbegräbnis Bothe
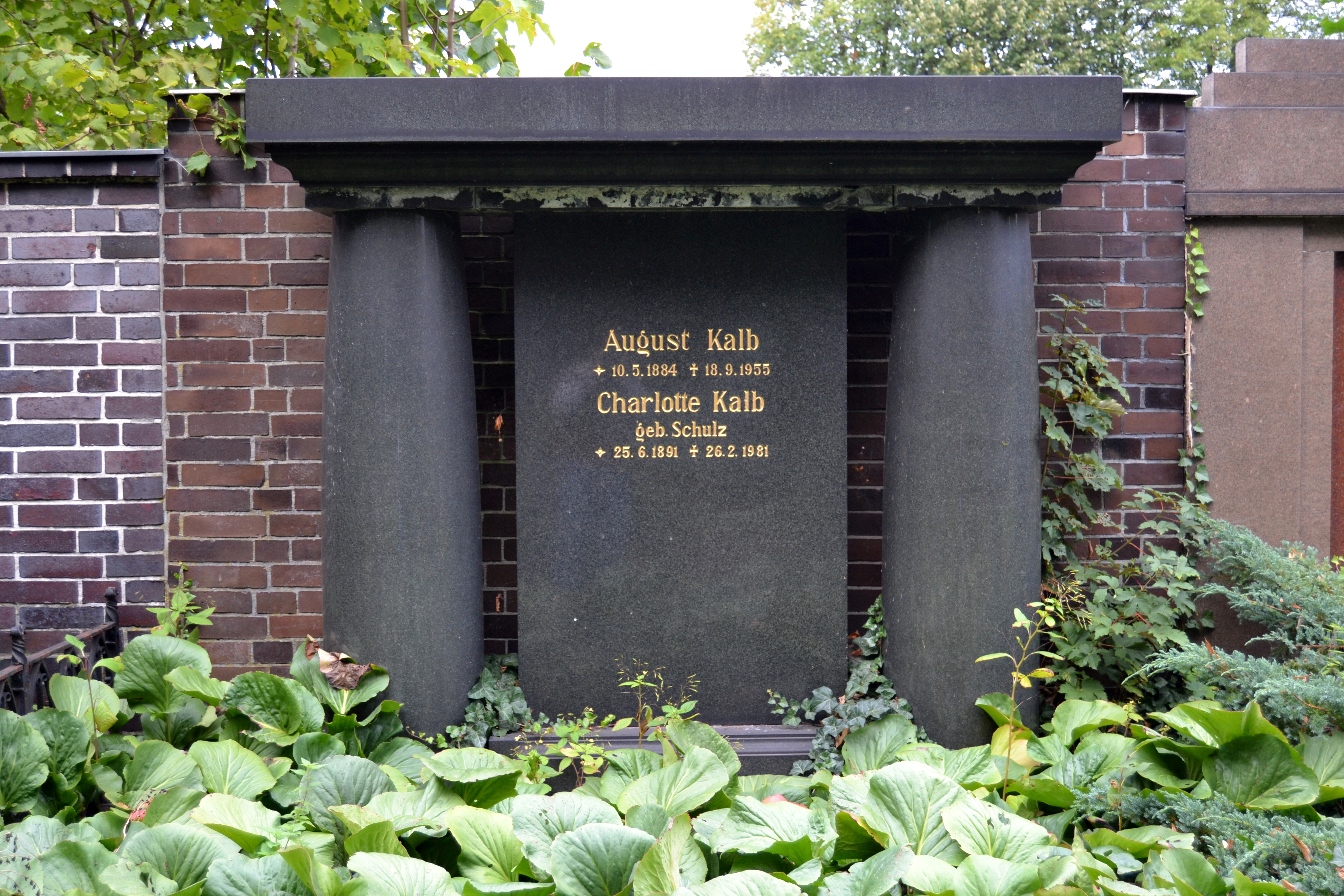
Grabmal Kalb aus italienischem Marmor
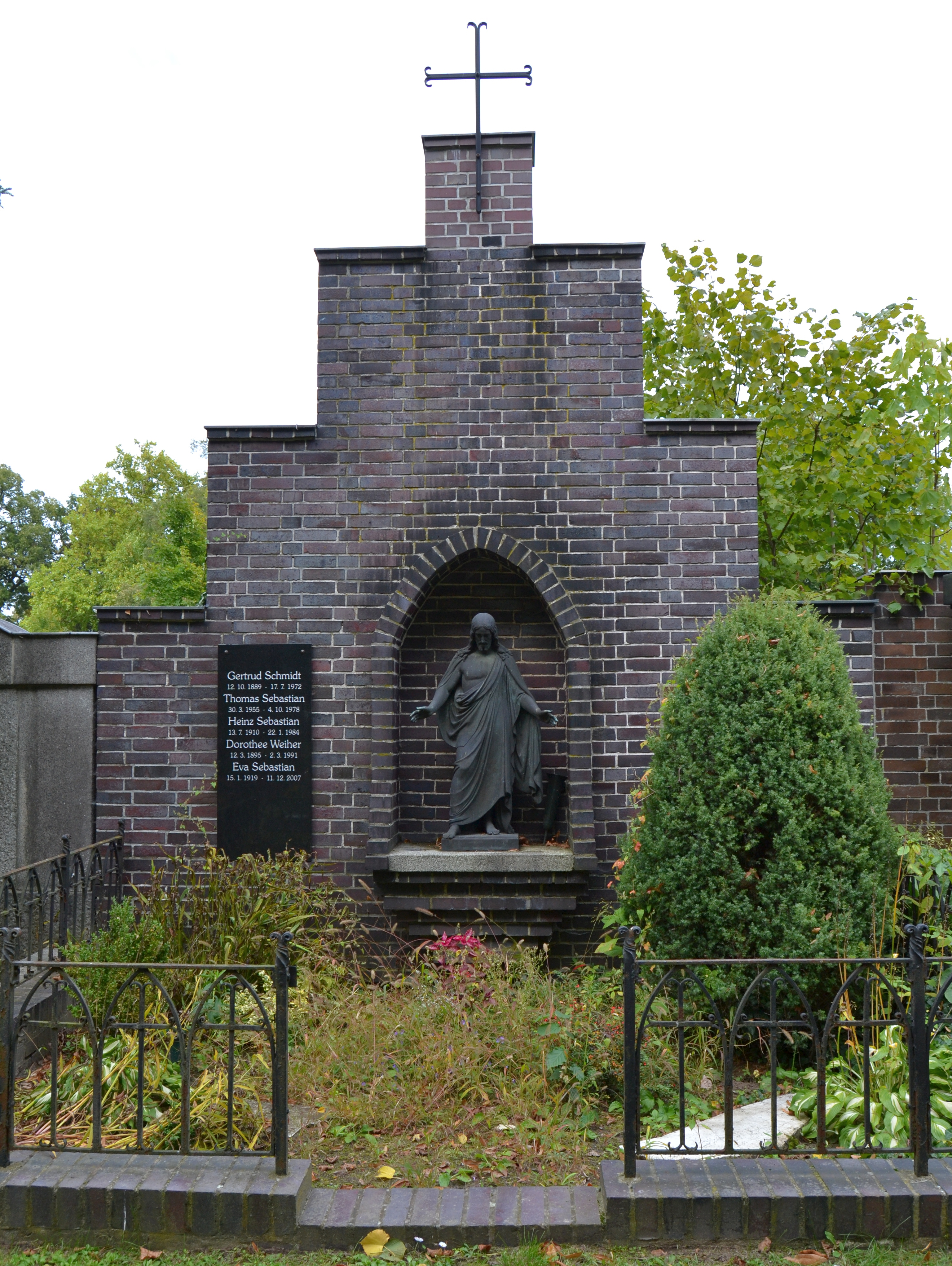
Familienbegräbnis Schmidt und Sebastian mit Statue Segnender Christus
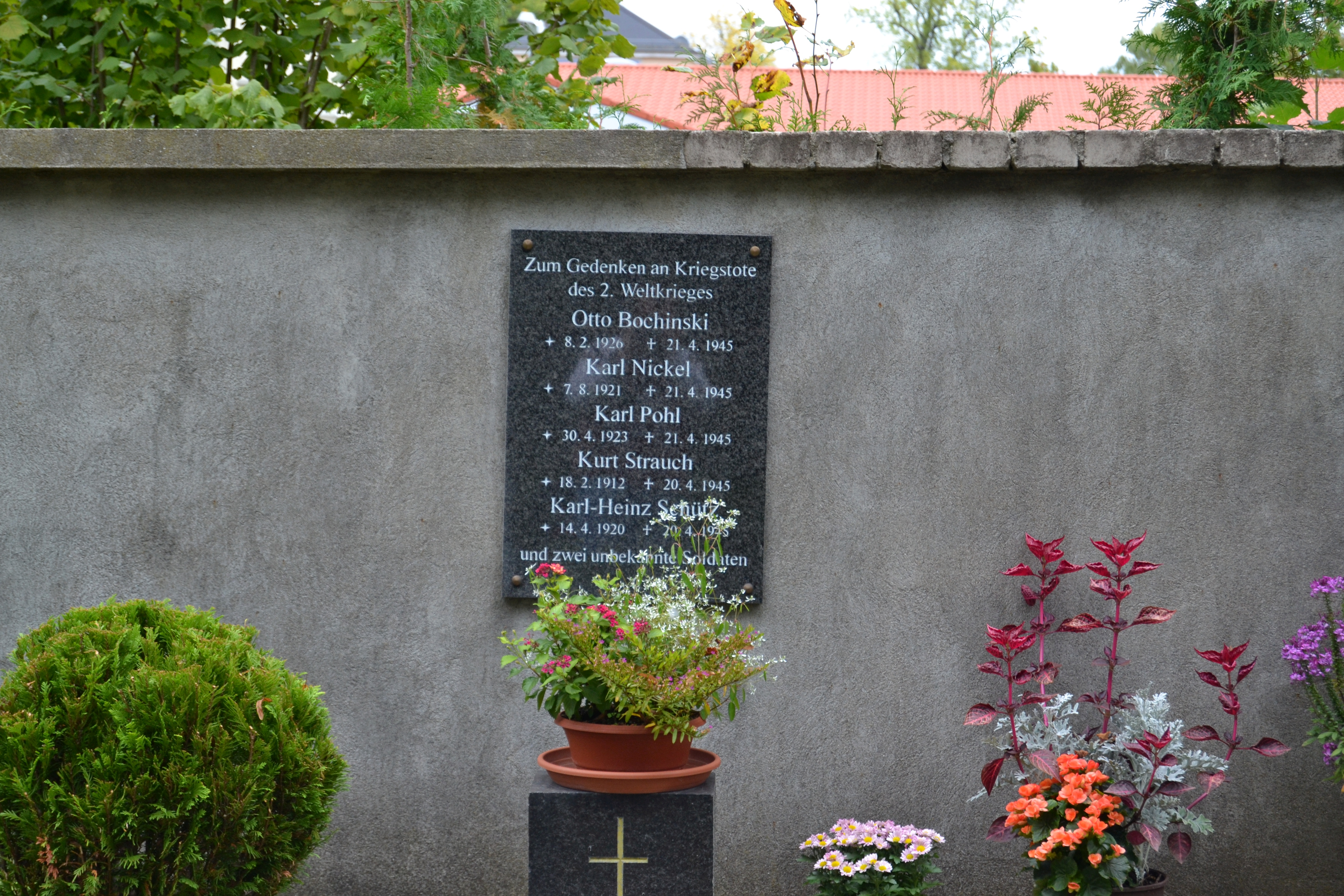
Gedenktafel für die fünf Opfer des 20. und 21. April 1945
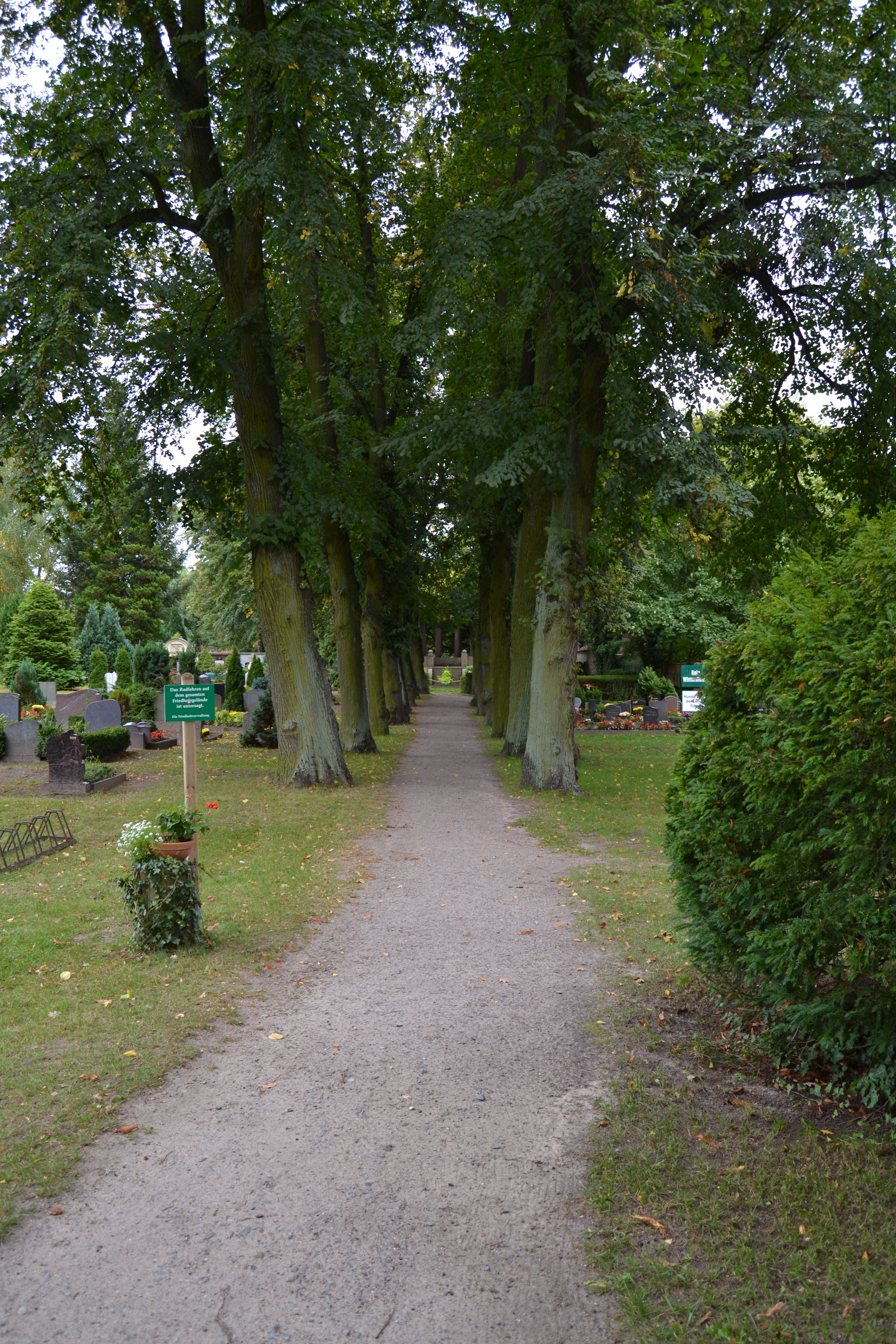
Lindenallee zum Grabmal Bohm